# Los Angeles FC
Los Angeles Football Club, w skrócie LAFC – amerykański klub piłkarski z siedzibą w Los Angeles (Kalifornia). Od sezonu 2018 występuje w Major League Soccer w Konferencji Zachodniej. W 2022 roku wywalczyli tytuł mistrzowski.

## Historia
30 października 2014 Don Garber (komisarz ligi) ogłosił, że do MLS wejdzie nowa drużyna z Los Angeles. 15 września 2015 została ogłoszona nazwa klubu: Los Angeles Football Club.
W lipcu 2017 włodarze ogłosili, że pierwszym trenerem w historii klubu będzie Bob Bradley, dołączając do dyrektora generalnego Johna Thorringtona w poszukiwaniu zawodników. 11 sierpnia 2017 pierwszym zawodnikiem Los Angeles FC został meksykański pomocnik Carlos Vela. Vela jest też pierwszym Designated Player (wyznaczony gracz) w historii LAFC.
4 marca 2018 Los Angeles FC rozegrali inauguracyjne spotkanie w Major League Soccer. W Seattle na stadionie CenturyLink Field podopieczni Boba Bradleya wygrali 1:0 w meczu z Seattle Sounders. W 11. minucie gola strzelił Diego Rossi, asystował Carlos Vela.
31 marca 2018 zostały rozegrane pierwsze derby Los Angeles, zwane potocznie El Tráfico. Los Angeles FC prowadzili 3:0, ale ostatecznie przegrali to spotkanie 3:4. Zwycięskiego gola dla LA Galaxy strzelił debiutujący w MLS Zlatan Ibrahimović. 6 października 2018 LAFC zajęło pierwsze miejsce w play-offach po zwycięstwie 3:0 z Colorado Rapids, zajmując trzecie miejsce na Zachodzie, ale odpadło u siebie w pierwszej rundzie po przegranym 2:3 z szósta drużyną Realem Salt Lake.
W 2020 LAFC pojawiło się po raz pierwszy w Lidze Mistrzów CONCACAF i awansowało w 1/8 finału po pokonaniu meksykańskiej drużyny Club León w dwumeczu 3:2 i 0:2.

## Barwy i logo
Barwy i logo klubu zostały zaprezentowane 7 stycznia 2016 na stacji kolejowej w Los Angeles Union Station. Podstawowymi kolorami klubu są czerń i złoto, z czerwonymi i szarymi akcentami. Logo zawiera zarys tarczy odwołującej się do pieczęci miasta ze skrzydlatym LA, monogram oraz wyrazy Los Angeles i Football Club. Herb został zaprojektowany przez Matthew Wolffa.

### Sponsoring
31 stycznia 2018 LAFC ogłosiło, że logo ich sponsora YouTube TV będzie widoczne na koszulkach klubu, oprócz transmitowania lokalnych meczów w języku angielskim. 11 października 2019 LAFC ogłosiło wieloletnie partnerstwo z marką detaliczną Target, dzięki czemu stają się pierwszym klubem Major League Soccer, który podpisał umowę sponsorską z logo na rękawie.

## Stadion
Los Angeles FC rozgrywają swoje mecze na Banc of California Stadium. Obiekt może pomieścić 22 000 widzów.
17 maja 2015 Los Angeles Times podał, że pojemność stadionu to 22 000 miejsc, a koszt budowy będzie wynosić 250 milionów dolarów. 6 maja 2016 rada miasta Los Angeles zatwierdziła plany budowy stadionu. Ceremonia otwarcia Banc of California Stadium odbyła się 18 kwietnia 2018. 29 kwietnia został rozegrany pierwszy mecz na nowym obiekcie. Los Angeles FC wygrali 1:0 z Seattle Sounders po golu Laurenta Cimana w doliczonym czasie gry.

## Właściciele klubu
W 2016 trzech lokalnych inwestorów Brandon Beck, Larry Berg i Bennett Rosenthal przejęło funkcję właścicieli zarządzających klubem, a Berg pełnił funkcję głównego właściciela zarządzającego. Prezesem wykonawczym klubu jest Peter Guber, prezydentem jest Tom Penn (m.in. były prezes NBA), wiceprzewodniczącym jest Henry Nguyen. Grupa właścicielska obejmuje również biznesmena Rubena Gnanalingama. Pozostali właściciele i inwestorzy części to Will Ferrell, Nomar Garciaparra, Mia Hamm, Chad Hurley, Magic Johnson, Joseph Tsai, Tucker Kain, Kirk Lacob, Mitch Lasky, Mark Leschly, Mike Mahan, Irwin Raij, Tony Robbins, Lon Rosen, Paul Schaeffer, Brandon Schneider, Allen Shapiro, Mark Shapiro, Jason Sugarman, Harry Tsao i Rick Welts.
W lutym 2020 właściciele LAFC rozpoczęli proces wykupu 20% udziałów należących do malezyjskiego biznesmena Vincenta Tana. Wykup zaowocował wyceną klubu na 700 milionów dolarów, największą w historii drużyny Major League Soccer w tamtym czasie.

## Piłkarze

### Obecny skład
Stan na 17 lipca 2022
| Nr | Poz. | Piłkarz               |
| -- | ---- | --------------------- |
| 2  | OB   | Franco Escobar        |
| 3  | OB   | Jesús David Murillo   |
| 4  | OB   | Eddie Segura          |
| 5  | OB   | Mamadou Fall          |
| 6  | PO   | Ilie Sánchez          |
| 7  | PO   | Latif Blessing        |
| 8  | PO   | Francisco Ginella     |
| 9  | NA   | Cristian Arango       |
| 10 | NA   | Carlos Vela (kapitan) |
| 11 | NA   | Gareth Bale           |
| 12 | OB   | Diego Palacios        |
| 14 | OB   | Giorgio Chiellini     |
| 15 | OB   | Mohamed Traore        |
| 16 | BR   | Maxime Crépeau        |
| 17 | NA   | Brian Rodríguez       |

| Nr | Poz. | Piłkarz               |
| -- | ---- | --------------------- |
| 18 | OB   | Erik Dueñas           |
| 19 | NA   | Ismael Tajouri-Shradi |
| 20 | PO   | José Cifuentes        |
| 21 | NA   | Christian Torres      |
| 22 | NA   | Kwadwo Opoku          |
| 23 | PO   | Kellyn Acosta         |
| 24 | OB   | Ryan Hollingshead     |
| 25 | OB   | Sebastian Ibeagha     |
| 26 | NA   | Cal Jennings          |
| 28 | OB   | Tony Leone            |
| 29 | NA   | Danny Musovski        |
| 30 | BR   | Tomas Romero          |
| 77 | BR   | John McCarthy         |
| 80 | OB   | Julian Gaines         |
| 95 | NA   | Nathan Ordaz          |

### Designated Player w historii klubu
| Piłkarz         | Lata      |
| --------------- | --------- |
| Carlos Vela     | 2017–     |
| Diego Rossi     | 2018–     |
| André Horta     | 2018–2019 |
| Brian Rodríguez | 2019–     |

## El Tráfico
Historia derbowych spotkań z Los Angeles Galaxy.
| Nr | Data             | Godzina | Rozgrywki | Stadion                    | Gospodarz      | Wynik | Gość           | Strzelcy goli                                                        | Frekwencja na trybunach |
| -- | ---------------- | ------- | --------- | -------------------------- | -------------- | ----- | -------------- | -------------------------------------------------------------------- | ----------------------- |
| 1. | 31 marca 2018    | 21:00   | MLS       | StubHub Center             | LA Galaxy      | 4-3   | Los Angeles FC | LA: Lletget, Pontius, Ibrahimović (2) LAFC: Vela (2), gol samobójczy | 27 068                  |
| 2. | 27 lipca 2018    | 04:30   | MLS       | Banc of California Stadium | Los Angeles FC | 2-2   | LA Galaxy      | LAFC: Vela, Nguyen LA: Alessandrini, Kamara                          | 22 716                  |
| 3. | 25 sierpnia 2018 | 04:30   | MLS       | StubHub Center             | LA Galaxy      | 1-1   | Los Angeles FC | LA: Ibrahimović LAFC: Vela                                           | 27 068                  |